# Cal Miqueló (Sant Martí de Riucorb)
Cal Miqueló és una casa amb elements eclèctics i noucentistes de Sant Martí de Maldà, al municipi de Sant Martí de Riucorb (Urgell), inclosa a l'Inventari del Patrimoni Arquitectònic de Catalunya. Fou reformada l'any 1920.

## Descripció
És un edifici que consta de planta baixa, dos pisos i golfes. La part baixa es troba distribuïda amb una porta d'accés central emmarcada en un arc carpanell coronat per una mènsula antropomòrfica amb rostre masculí barbat força sobresortida. Les dues plantes següents es troben emmarcades lateralment per quatre grans pilastres adossades i acanalades que neixen del gran balcó del primer pis i distribueixen els balcons del segon. Les golfes presenten tres petites finestres paral·lelepípedes. Tot el conjunt és força grandiloqüent.